# Tomášikovo
Tomášikovo este o comună slovacă, aflată în districtul Galanta din regiunea Trnava. Localitatea se află la altitudinea de 114 m deasupra n.m., se întinde pe o suprafață de 21,13 km2 și în 2017 număra 1.686 de locuitori.

## Istoric
Localitatea Tomášikovo este atestată documentar din 1646.

## Demografie
| An:                | 1994 | 2004   | 2014   | 2024   |
| ------------------ | ---- | ------ | ------ | ------ |
| Număr de persoane: | 1488 | 1574   | 1645   | 1805   |
| Diferență:         |      | +5,77% | +4,51% | +9,72% |

| An:                | 2023 | 2024   |
| ------------------ | ---- | ------ |
| Număr de persoane: | 1796 | 1805   |
| Diferență:         |      | +0,50% |